# Ectophasia ancora
Ectophasia ancora är en tvåvingeart som först beskrevs av Johann Wilhelm Meigen 1824.  Ectophasia ancora ingår i släktet Ectophasia och familjen parasitflugor.
Artens utbredningsområde är Tyskland. Inga underarter finns listade i Catalogue of Life.